# 신생아 집중치료실
신생아 집중치료실(新生兒集中治療室, 영어: neonatal intensive care unit, NICU)은 산부인과에서 미숙아, 저체중아, 어떤 질환이있는 신생아를 집중적으로 관리 · 치료하는 곳이다. 아프거나 미숙아를 전문적으로 치료하는 집중치료실(ICU)이다. NICU는 면밀한 모니터링과 개입이 필요한 아기를 위한 중요 치료 영역, 안정적이지만 여전히 전문적인 치료가 필요한 유아를 위한 중간 치료 영역, 아기가 퇴원할 준비가 된 스텝다운 유닛 등 여러 영역으로 구분된다. 퇴원하기 전에 추가 진료를 받을 수 있다.
신생아는 생애 첫 28일을 말한다. 전문 보육원 또는 집중 치료로 알려진 신생아 관리는 1960년대부터 시작되었다.
루이스 글룩(Louis Gluck)이 설계한 미국 최초의 신생아 집중 치료실은 1960년 10월 예일 뉴 헤이븐(Yale New Haven) 병원에서 문을 열었다.

## 장비

### 인큐베이터

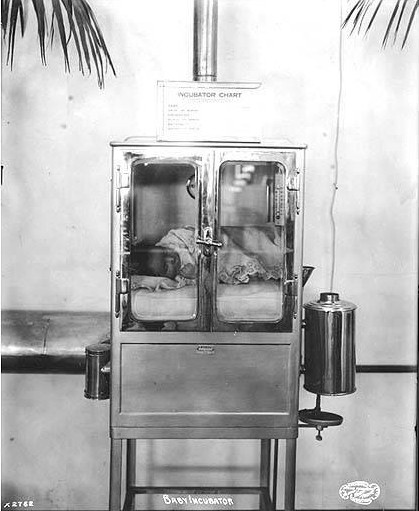
1909년의 초기 형태의 인큐베이터

인큐베이터(또는 보육기)는 신생아에게 적합한 환경 조건을 유지하는 데 사용되는 장치이다. 이는 조산이나 일부 아픈 만삭아에게 사용된다.
아픈 신생아를 평가하고 치료하는 데 사용되는 추가 장비 품목은 다음과 같다.
- 혈압 모니터: 혈압 모니터는 환자의 팔이나 다리를 감싸는 작은 커프에 연결된 기계이다. 이 커프는 자동으로 혈압을 측정하고 의료 서비스 제공자가 검토할 수 있도록 데이터를 표시한다. 산소후드: 아기의 머리에 씌워 산소를 공급하는 투명한 상자이다. 이것은 아직 숨을 쉴 수 있지만 호흡 지원이 필요한 아기에게 사용된다.

- 인공호흡기: 폐에 공기를 전달하는 호흡 기계이다. 심하게 아픈 아기는 이 개입을 받게 된다. 일반적으로 인공호흡기는 폐의 역할을 담당하고, 폐와 순환 기능을 개선하기 위해 치료를 시행한다.

## 같이 보기
- 신생아학